# Pademawu Timur
Pademawu Timur is een bestuurslaag in het regentschap Pamekasan van de provincie Oost-Java, Indonesië. Pademawu Timur telt 6619 inwoners (volkstelling 2010).